# 開架式図書館

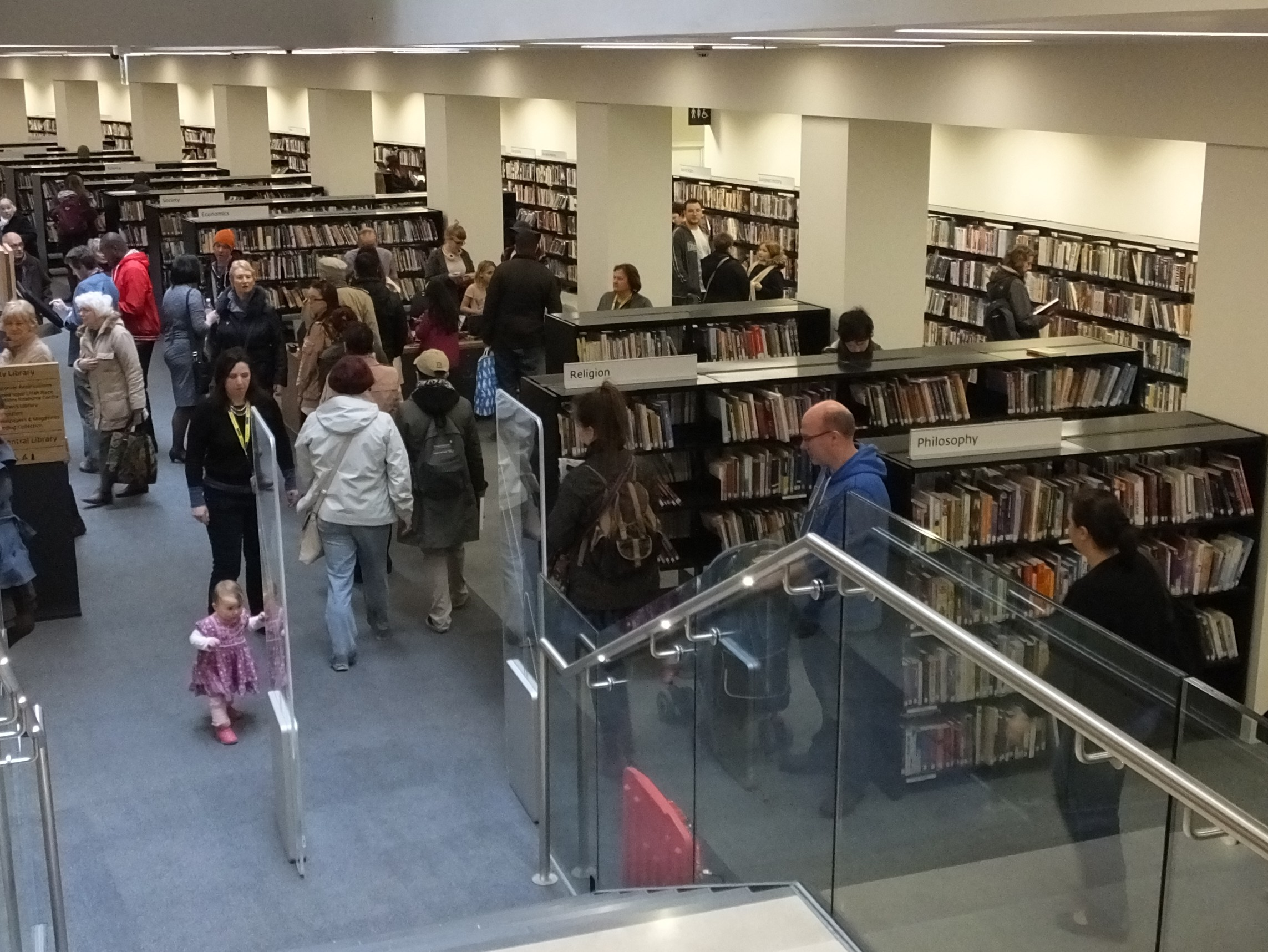
開架式図書館の一例（イギリス・マンチェスター中央図書館）

開架式図書館（かいかしきとしょかん）とは、書架が公開されている図書館のことである。
資料を手にとって見ることができ、実際の本を見ながら探すことができる。ほとんどの公共図書館はこの方式を採用している。通常、開架式図書館では来館者が本をその場で読むことができるよう、読書のためのスペースが用意されている。また、蔵書を検索するための端末（OPAC）を設置している図書館も多い。図書の性質によって一部を開架、一部を閉架とする図書館もある。
書庫については通常、閉架となっており利用者が立ち入ることが出来ないが、イベントを行い公開の機会を設けることもある。また、大学図書館においては開架書庫と称し、利用者も立ち入れるエリアが設けられている事例が多くみられる。

## メリットとデメリット
開架式のメリット
- 館員に出納を依頼せずとも、気軽に図書を読むことができる。
- 借りる図書が予め決まっていなくても、興味に合う図書を自分で探すことができる。

開架式のデメリット
- 図書の破損や汚れが、閉架式よりも進みやすい。
- 閉架式に比べて、広い面積を必要とする（来館者が図書を読むためのスペースが必要になるため）。